# Neanotis formosana
Neanotis formosana är en måreväxtart som först beskrevs av Bunzo Hayata, och fick sitt nu gällande namn av Walter Hepworth Lewis. Neanotis formosana ingår i släktet Neanotis och familjen måreväxter.
Artens utbredningsområde är Taiwan. Inga underarter finns listade i Catalogue of Life.